# Віггінс (Міссісіпі)
Віггінс (англ. Wiggins) — місто (англ. city) в США, в окрузі Стоун штату Міссісіпі. Населення — 4272 особи (2020).

## Географія
Віггінс розташований за координатами 30°51′22″ пн. ш. 89°8′20″ зх. д. / 30.85611° пн. ш. 89.13889° зх. д. (30.856048, -89.138981).  За даними Бюро перепису населення США в 2010 році місто мало площу 29,17 км², з яких 27,84 км² — суходіл та 1,33 км² — водойми.

## Демографія
Згідно з переписом 2010 року, у місті мешкало 4390 осіб у 1453 домогосподарствах у складі 1022 родин. Густота населення становила 151 особа/км².  Було 1658 помешкань (57/км²).
Расовий склад населення:
| - 64,4 % — білих - 33,4 % — чорних або афроамериканців - 0,4 % — корінних американців - 0,4 % — азіатів |

До двох чи більше рас належало 1,1 %. Частка іспаномовних становила 0,9 % від усіх жителів.
За віковим діапазоном населення розподілялося таким чином: 25,1 % — особи молодші 18 років, 61,3 % — особи у віці 18—64 років, 13,6 % — особи у віці 65 років та старші. Медіана віку мешканця становила 36,1 року. На 100 осіб жіночої статі у місті припадало 102,7 чоловіків;  на 100 жінок у віці від 18 років та старших — 103,1 чоловіків також старших 18 років.
Середній дохід на одне домашнє господарство  становив 47 569 доларів США (медіана — 41 094), а середній дохід на одну сім'ю — 47 890 доларів (медіана — 41 262). Медіана доходів становила 33 750 доларів для чоловіків та 27 344 долари для жінок. За межею бідності перебувало 22,5 % осіб, у тому числі 29,9 % дітей у віці до 18 років та 12,5 % осіб у віці 65 років та старших.
Цивільне працевлаштоване населення становило 1498 осіб. Основні галузі зайнятості: освіта, охорона здоров'я та соціальна допомога — 37,0 %, роздрібна торгівля — 12,3 %, мистецтво, розваги та відпочинок — 11,6 %.